# SVU
Pour les articles homonymes, voir Dragunov.
Le OTs-03 SVU (Snayperskaîa Vintovka Ukorochennaya) ou Dragunov SVU est un fusil de précision russe fabriqué par Izhmash.

## Histoire
Le SVU a été créé pour les forces de sécurité du ministère des Affaires Internes de Russie. Originellement, les créateurs voulaient juste moderniser le fusil de précision SVD (1963). Le SVU a été utilisé sur le champ de bataille lors des premières guerres tchétchènes.

## Caractéristiques
Le OTU-03 SVU (en russe : Снайперская винтовка укороченная, Snayperskaya Vintovka Ukorochennaya, Fusil de Sniper Raccourci) est une configuration bullpup du fusil de tireur d'élite SVD. Le SVU a été développé pour répondre aux besoins des forces de sécurité du ministère russe des Affaires intérieures, telles que OMON. Il a été vu pour la première fois lors de la première guerre de Tchétchénie. À l'origine, le plan était de moderniser légèrement le SVD vieillissant, mais les concepteurs ont finalement réalisé que la configuration de l'arme devrait être complètement modifiée, ce qui conduirait à la création de la SVU.
Un frein de bouche spécial a été ajouté pour absorber jusqu’à 40% de l’énergie de recul et une crosse élastique avec un ressort lamellaire qui n’était pas fixée de manière rigide au receveur. L'acoustique du fusil a également été améliorée en ajoutant un suppresseur de son. Les autres principales améliorations apportées au SVU par rapport au SVD comprennent le remplacement de la crosse, la poignée pistolet, la gâchette et le montage pour le viseur. De plus, le raccourcissement de 100 mm du canon permet d’atteindre l’équilibre parfait pour l’arme.
Vers 1991, les Russes développèrent une légère variante des OTs-03, les OTs-03A (SVU-A). Alors que le SVU est semi-automatique, le SVU-A (le A signifie automatique) est un fusil entièrement automatique. Dans ce fusil, le centre de gravité a été déplacé par l’ajout d’un bipied étendu vers l’avant monté sur le receveur. De meilleures optiques ont été incorporées dans le SVU-A pour remplacer les anciennes unités, qui étaient restées pratiquement inchangées depuis le SVD. Bien qu'il dispose des organes de visée en fer pliant, le SVU est presque toujours utilisé avec la lunette PSO-1 avec réticule illuminé, mais d'autres lunettes russes peuvent également être montées. Le réticule PSO-1 est presque unique dans le monde des viseurs de tireurs d’élite, dans la mesure où ses télémètres sont en bas à gauche, les chevrons pour la compensation des chutes de balles se trouvent au milieu et les graduations pour la déviance à gauche et à droite du réticule central. Le réticule est aussi éclairé par du tritium radioactif au lieu d'une petite lampe à piles. Le SVU est également livré avec un bipied réglable. Il possède un cache-flamme intégré et un frein de bouche. Une baïonnette peut être installée sous le fût,.